# チャールズ・リーバー
チャールズ・マイケル・リーバー（Charles Michael Lieber, 1959年4月9日  - ）はアメリカ合衆国の化学者。トムソン・ロイターが発表した2000年から2010年における偉大な化学者トップ100において第一位に選出されるなど 、ナノデバイス、ナノワイヤーなどナノテクノロジーにおける世界的権威として知られる。

## 経歴
ペンシルベニア州フィラデルフィア生まれ。1985年にスタンフォード大学博士課程修了。カリフォルニア工科大学で2年間ポスドクを務めたあと、1987年にコロンビア大学助教授就任、1990年に同学准教授となる。約400本を超える科学論文を共著し、25本の米国特許を保有し、ナノテクノロジーのベンチャー企業Nanosysを設立した。2015年にハーバード大学の化学・化学生物学部長となった。
アメリカ合衆国国防総省やアメリカ国立衛生研究所から研究資金を得る際、「外資系研究機関との雇用契約はない」と2018年4月24日に申告していたが、司法省が傍受していた2012年6月27日付のメールに中華人民共和国の武漢理工大学との契約署名が含まれていたことが発覚し、虚偽の申告をした容疑で2020年1月28日に逮捕された。司法省によるとリーバーは2012年から2017年頃に千人計画に参加し、月5万ドル（約550万円）の給料や15万8000ドル（約1740万円）の生活費を受け取った。その見返りとして中国・湖北省の武漢理工大学名義での論文発表などが求められたという。
ハーバード大学は逮捕後にリーバーに有給休暇を支給し、現在は休暇扱い。2021年12月21日、マサチューセッツ州ボストンの連邦裁判所の陪審員により有罪の評決を下された。2021年12月21日に、5万ドルの罰金と追徴課税の有罪判決が言い渡された。

## 受賞歴
- 1992年 - ACS純粋化学賞
- 2001年 - ファインマン賞実験部門
- 2008年 - トムソン・ロイター引用栄誉賞
- 2012年 - ウルフ賞化学部門
- 2013年 - ウィラード・ギブズ賞
- 2016年 - レムセン賞、フォン・ヒッペル賞
- 2019年 - ウェルチ化学賞